# سيناريو (تخطيط)
تخطيط السيناريو (من الأيطالية:Scenario) التصور والجمع تصورات هو أحد أهم الأساليب المستخدمة في الدراسات المستقبلية. والسيناريو أو التصورات هو وسيلة للتخطيط الإقتدارى الشامل أو الاستراتيجي الذي تستخدمه بعض المنظمات لإعطاء مرونة لخطط طويلة الأمد. انه تكيف وتعميم للأساليب التقليدية التي تستخدم عادة في الاستخبارات العسكرية.
وهو أيضاً موجز للعمل في حالة أحداث متوقعة. السيناريوهات أو التصورات هي محاكاة للتوقعات تستخدم في تخطيط السياسات، والتطوير التنظيمي، وبوجه عام، عندما ترغب المنظمات اختبار الاستراتيجيات لمكافحة التطورات المستقبلية الغامضة.
السيناريوهات أو التصورات عادة ما تكون بدائل في مخيلة المفكر والمختص بحل المشكلة أو إدارة الأزمة، حيث يتم بناء أكثر من تصور أو سيناريو، ونقطة البداية هي وصف للوضع الحالي أو تقدير الموقف انطلاقا من بينات كمية وكيفية.
السيناريوهات أو التصورات تعتمد على تخيلنا وتوقعنا أي تصوراتنا للمستقبل وتعمل على توجيهه المسار التنموي للهدف المرغوب فيه.
السيناريو أو التصور هو وصف موجز للأوضاع المستقبلية التي يمكن تحديدها من خلال التفاعل مع الاتجاهات الاجتماعية، الاقتصادية والسياسية في الوقت الحاضر أو بتبسيط مقدمات ومعطيات يتصور أن تؤدى إلى نهايات ونتائج ويوجد خطة بذلك ثم خطوات تنفيذ وخطط بديلة.
الدراسات المستقبلية تعتمد على تحديد البدائل لظاهرة مستقبلية، من أجل استكشاف التفاعلات والعلاقات المتبادلة لنفس الظاهرة أو مع السياق المحيط بها. وبما أن مختلف الرؤى المستقبلية تسعى إلى استكشاف العلاقات والمسارات في عالم مجهول، لذلك، من أهم أهداف هذة الدراسات هي الرغبة في معرفة كيف سيكون المستقبل وكيف يمكن أحداث تعديلات علية، والاعتقاد بأن التخطيط هو الوسيلة الوحيدة التي تدفع التنمية في مسار مفتوح للخيارات الإنسانية المستقبلية المحتملة.

## تاريخ
- هيرمان كان هو أول ما أشار إلى استخدام السيناريو في التخطيط عندما كان في مؤسسة Rand.
- أُستخدم مصطلح السيناريو للربط بين الدراسات الإستراتيجية والشؤون العسكرية.
- في نهاية الستينات تطور استخدام السيناريو على يد وينو.
- في نهاية السبعينات، مع انتشار الصناعات النفطية، تزايدت أهمية السيناريوهات في التخطيط.

## تعريف السيناريو
هناك عدة تعاريف للسيناريوهات، ويمكن تلخيصها على النحو التالي:
- مفهوم السيناريو هو موجز أو خطة لسلسلة من الأحداث والإجراءات الممكن التنبؤ بها.
- السيناريو هو وصف لمجموعة من الأحداث المستقبلية الممكنة، على أساس شروط أو مواصفات أولية، والمسارات التي يمكن أن تؤدي إلى ذلك.
- السيناريو قصة منهجية للبدائل المستقبلية المحتملة.
- السيناريو يعرف كوصف لوضع مستقبلي ممكن أو مرغوب فية، مع شرح لخصائص المسار أو المسارات التي يمكن أن تؤدي إليه، ابتداءً من وضع راهن أو مزعوم.[1]

## عناصر السيناريو
من التعاريف السابقة يمكن الإشارة إلى ثلاثة عناصر رئيسية من للسيناريو:
- أ -- وصف وضع مستقبلي محتمل : في هذه الحالة نتحدث عن سيناريو استطلاعي، حيث يبدأ من معطيات واتجاهات عامة، في محاولة لاستكشاف ما يمكن أن ينتج عن الأحداث والتصرفات.

ومن ناحية أخرى، قد يمثل وضع مستقبلي مرغوب، في هذه الحالة نتحدث عن سيناريو استهدافي، نقطة بدايته تشمل مجموعة من الأهداف المحددة والتي ينظر إليها كصورة مستقبلية متناسقة.
- ب -- وصف مسار أو مسارات مستقبلية : ويُقصد به وصف جدول زمني مزعوم مترتب على ظاهرة معنية، والتي تبدأ من وضع مستقبلي فعلي أو مفترض أو مرغوب فيه. المسار المستقبلي يتشكل من خلال عملية تحليل لسلسلة من الأحداث والتصرفات والتفاعلات التي تنشأ بينهم أو من الآثار المترتبة على ذلك.
- ج -- الوضع الابتدائي، وهو نقطة انطلاق أو مجموعة شروط أولية لكل سيناريو. من الأهمية تمييز بين نوعين من العناصر ضمن مجموعة الشروط الأولية للسيناريو: الوقائع والجهات الفاعلة.
  - الوقائع تعني حقائق الأوضاع الاقتصادية والاجتماعية والتكنولوجية والسياسية والتأثيرات الخارجية والاتجاهات السائدة، بالإضافة إلى الاتجاهات الجديدة.
  - أما الجهات الفاعلة فهي القوة الأكثر تأثيرا على صنع الأحداث، سواء كفعل أو كرد فعل

## خصائص السيناريوهات الجيدة
- أ—أن تكون قادرة على استكشاف النتائج والآثار المحتملة للخيارات والسياسات، دعم عملية اتخاذ القرار الاستراتيجي للمستقبل، زيادة الثقة في خيارات المستقبل ودراسة العواقب المحتملة لعدم اليقين من المستقبل.
- ب—ينبغي أن تكون السيناريوهات واضحة ومتميزة من بعضها البعض، لتوسيع نطاق الفرص والخيارات المتاحة.
- ج—كل سيناريو ينبغي أن يتميز بالتناسق بين مكوناته.
- د—السيناريو ينبغي أن يكون سهل الفهم بحيث يمكن إحداث أي تعديل للسلوك، ترتيب الأولويات، تسهيل المقارنات واستخلاص النتائج.
- ه—السيناريو يجب أن لا يكون خيالي بل واقعي معقول ومنطقي في كل نقط من المسار، من الوضع الابتدائي حتى الوضع المستقبلي.
- و—السيناريو يجب أن يكون قادر على تحديد نقاط الحرجة في المسار، والقدرة على توقع الأحداث المأساوية التي قد تؤدي إلى انحراف المسار عن اتجاهه المقرر.
- ى—ينبغي أن يوفر مجموعة واسعة من الخيارات المستقبلية، وتحليلها من خلال تفكير متفتح

## خطوات بناء السيناريو
في البداية يجب أن نأخذ في الحسبان أن بناء السيناريو هي عملية خلاقة تعتمد على توجيهات عامة، حيث لا يوجد نموذج ثابت من السيناريوهات يمكن أن يُحتذي به خلال عملية تحضير السيناريو، وبالتالي هناك الحاجة إلى مجموعة واسعة من المعرفة والخيال.
خطوات بناء السيناريو يمكن أن يلخصوا فيما يلي:
- 1- وصف الوضع الحالي والاتجاهات العامة

في هذه المرحلة تستعرض العناصر الرئيسية للوضع الحالي وتوضح نقاط القوة والضعف وتحدد الاتجاهات السائدة، والناشئة أو التغييرات التي تنبيء عن تحولات كبيرة في المستقبل، ومن ثم استخلاص المواضيع والمشكلات الرئيسية الذين هم بحاجة إلى إجابة عند كتابة السيناريو. يمكن تقسيم هذه المتغيرات إلى متغيرات داخلية تنتمي إلى النموذج نفسه، ومتغيرات خارجية تعكس البيئة التي صنع فيها ذلك النموذج.
- 2- فهم ديناميات النموذج، والقوى المحركة فيه

غرض هذه الخطوة هو تحديد القوى المحركة في النموذج وتحليل العلاقات بين أجزائه والاتجاهات التي تؤثر عليها. يمكن تقسيم القوى الدافعة للنموذج إلى قوى ذو مستوى كلي مثل التكنولوجية والسياسية والاقتصادية والاجتماعية، والقوى على المستوى الجزئي.
يمكن تصنيف أو تنظيم هذه القوى وفقا لقوة تأثيرها ودرجة عدم اليقين التي تتميز يها، ووضع قياس مثل عالية—متوسطة—منخفضة، كما هو مبين في المثال التالي:
- A—القوى والعوامل (عالية التأثير، مع انخفاض درجة عدم اليقين)
- B—القوى والعوامل (عالية التأثير، مع درجة عالية من عدم اليقين)
- C—عوامل القوة وضعيفة التأثير، مع انخفاض درجة عدم اليقين)
- D—القوى والعوامل (تأثير المنخفض، مع درجة عالية من عدم اليقين)

وهذا يفيد لتركيز الاهتمام على القوى والعوامل المؤثرة بشكل كبير.

## وصلات خارجية
- السينـاريـو غير الفني
- أسلوب السيناريوهات: Scenario Technique
- السينـاريـو
- مصفوفة ديناميكية النسق والقوى المحركة "جدول الأثار المقطعية"